# Прометей закутий
«Прометей закутий» (дав.-гр. Προμηθεὺς Δεσμώτης, в деяких перекладах «Прометей прикутий») — трагедія давньогрецького драматурга Есхіла. Написана в 444–443 роках до нашої ери. Входила в тетралогію, до якої також належать драми «Прометей звільнений», «Прометей-вогненосець» та ще одна невідома п'єса, яка була втрачена. За основу сюжету був взятий давньогрецький міф про Прометея, титана, який подарував людям вогонь.
Драма починається з того, що Гефест, бог ковальського мистецтва та вогню, за наказом Зевса, владики богів, приковує титана Прометея до скелі. Воля Зевса зумовлена тим, що Прометей розгнівав його. По-перше, титан викрав вогонь у богів і віддав його людям. По-друге, Прометей знав і не хотів виказувати Зевсу таємницю про те, у чому полягає загроза його пануванню. А саме: що від Зевса у Фетіди може народитися син, який буде сильнішим за батька, а отже зможе скинути його з трону. У ході вистави з ув'язненим розмовляє Гермес. А також Океан — титан, який на відміну від Прометея, таки скорився Зевсові, та царівна Іо, коханка Зевса, обернена ревнивою Герою на телицю, яку у вигляді ґедзя переслідує тисячоокий Аргус. Вистава супроводжується співом хору, який складається з німф-океанід.
П'єса закінчується тим, що нескорений Прометей рішуче повідомляє Гермесу, що не збирається принижуватися перед Зевсом і розповідати йому будь-які таємниці. За це Громовержець під акомпанемент грому і блискавок скидає скелю, до якої прикутий титан, у безодню.

## Зворотній бік «прометеїзму»
Існувало кілька варіантів міфу про Прометея, і не в усіх цих варіантах образ нескореного титана був таким привабливим, як у знаменитій трагедії Есхіла «Прометей закутий».
Наприклад, у поемі Гесіода «Роботи і дні» є такі загадкові рядки: «Тільки ж Кроніон ховає поживність від люду, / Гнівний за те, що його одурив Прометей хитромудрий». Чому ж Прометея названо ошуканцем Зевса? Річ у тім, що за одним із варіантів міфу, саме Прометей навчив людей, як під час офірування віддавати Зевсу меншу частину жертовної тварини, та ще й як зробити так, аби цю гіршу частину Зевс обрав собі сам і потім не мстився б за цей вибір людям. Адже коли тварину приносили в жертву, на вівтарі спалювали кращу частину її туші, яка з димом здіймалася до Олімпу. Тому людям майже нічого не залишалось на прожиток. Тоді Прометей, люблячи людей (своїх «дітей» за міфом, створені саме ним), підказав їм, як обдурити Зевса. За його порадою тушу поділили на дві купи і хитро спитали в Зевса, яку з них той обере собі сам. Перша купа була хоч майже не їстівною, проте великою й блискучою: в ній були тельбухи, кістки й жили, а зверху вона була вкрита змащеною лоєм шкурою. Друга ж купа була маленькою та непоказною, оскільки там була вирізка, а питома частка цінного м'яса, порівняно з розміром усієї туші, завжди є незначною, та ще й м'ясо було обвітреним і тому «некрасивим». Звісно. самовпевнений Зевс обрав собі «не золото, а те, що блищить». А Прометеєву оману викрив коли було вже пізно. Бажаючи помститися, він наказав олімпійцям зробити красуню Пандору, дати ії скриньку з усіма лихами людства («скриньку Пандори») та відправити ії до нерозумного Прометеєвого брата Епіметея (хоч Прометей і попереджав, аби той не приймав від Зевса жодних дарунків). Ставши дружиною Епіметея, Пандора таки порушила заборону і відчинила скриньку, тим самим випустивши звідси всі нещастя людства. На дні скриньки залишалася лише Надія, бо від народження була незрячою — відтоді й кажуть «сліпа Надія завжди залишається з людиною». Отже, за Гесіодом усі нещастя людства — це результат обману Прометеєм Зевса. У такім разі, чи можна, за традицією, назвати Прометея «благодійником людства»?
До того ж нині вислів «Прометеєв вогонь» сприймається в позитивному сенсі й навіть пафосно, оскільки символізує поняття «світло знань, цивілізації, культури». Але й тут щодо вчинку Прометея є пересторога. З одного боку він дав людям розум, інтелект, тобто просвітив людство (Прометей: «То я ж їм, дітям нетямущим, розум дав»). З другого боку, «іскрою Прометея» спровокована певна зарозумілість людства, використання ним розуму не для добрих, а для злих справ. Так, людина сама себе проголосила «царем природи», «найдовершенішим витвором Усесвіту»,- словом на компліменти самій собі вона не поскупилася. Проте ії неодноразово возвеличений розум («homo sapiens» — «людина розумна») має й негативні риси. Так, атомне бомбардування Хіросіми та Нагасакі або Чорнобильська трагедія стала можливим саме завдяки «іскрі Прометея»- високу інтелекту фізиків-ядерників. Нині на черзі клонування людини… У цьому своєму варіанті міф про вогонь Прометея є пересторогою людству, суголосною міфу про скриньку Пандори. Їх єднає спільна думка — навіть для найсміливішого інтелекту повинні існувати певні обмеження, якісь «табу», образно кажучи, «не слід відчиняти скриньки Пандори». Усе це, сказати б, «зворотній бік прометеїзму».

## Головні герої
- Кратос й Біа (Влада й Сила) — слуги Зевсові.
- Гефест — бог-коваль.
- Прометей — титан.
- Океан — титан.
- Хор Океанід — дочок Океанових.
- Іо — діва-телиця, дочка Інахова.
- Гермес — вісник Зевсів.
- Зевс-Владика Богів.

## Сюжет
Перед початком п'єси Кронос, правитель доолімпійських богів (титанів), був скинутий повстанцями на чолі з Зевсом. У цьому повстанні Прометей став на бік Зевса. Як новий цар, Зевс мав намір знищити і замінити людство. Прометей зірвав цей план, показавши людям, як користуватися вогнем, який Прометей викрав. Прометей також навчив людство мистецтву. За ці непокору Зевс має намір покарати Прометея, прикувавши його до скелі в горах Скіфії.
П'єса починається з чотирьох дійових осіб на сцені, що є унікальною особливістю серед збережених творів грецької трагедії, в яких рідко в одній сцені було задіяно більше двох акторів, окрім хору. Кратос і Біа, уособлення грубої сили та бездушного насильства відповідно, приковують мовчазного Прометея до гірського схилу у Скіфії, а допомагає їм у цьому бідолашний коваль богів Гефест. Зевс, позасценічний персонаж у цій п'єсі, зображений як тиранічний лідер.
У цій сцені говорить лише один з двох представників Зевса, Кратос, і він оголошує свої накази жорстко і зухвало. Кратос заявляє, що покарання Прометея пов'язане з тим, що він викрав вогонь і відкрив людству таємницю його добування, додаючи, що вжиті каральні заходи змусять Прометея визнати суверенітет Зевса. Для Прометея покарання настає за те, що він наважився врятувати людство від знищення Зевсом. Покарання є особливо дошкульним, оскільки він сам сприяв перемозі Зевса в Титаномахії.
Гефест виконує своє завдання, приковує Прометея до гори, після чого всі троє виходять, залишаючи Прометея на сцені одного. Прометей починає говорити і звертається до сил природи, які його оточують. Він закликає вітер, гірські джерела, Землю і Сонце - стати свідками його несправедливих страждань. Дещо еліптично він інтуїтивно відчуває, що майбутнє може віщувати щось позитивне, і його лють зменшується.
Прометей усвідомлює, що щось наближається. Він чує помах крил і вдихає запах океану. Входить хор, що складається з дочок Океана. Зі своїх глибоких морських печер вони почули звук ударів молота, і їх потягнуло сюди з цікавості та страху. Вони прибули, не зупиняючись, щоб взути свої сандалі. Перш ніж підійти ближче, вони зависають у повітрі просто над Прометеєм, який натякає їм, що зберігає таємницю, яка врешті-решт дасть йому владу над Зевсом. Хор думає, що він говорить зі злості, і, можливо, насправді не є пророком. Відповідаючи на їхні запитання, Прометей розповідає історію свого злочину проти Зевса, визнаючи, що він був умисним. Він скаржиться, що покарання занадто суворе. Нарешті, Прометей пропонує хору перестати ширяти і спуститися на землю, щоб послухати, що він хоче сказати. Вони погоджуються і розташовуються внизу сцени, щоб слухати.
Розповідь Прометея переривається появою Океана - батька хору німф. Океан прибуває в кареті, запряженій крилатим звіром - грифоном. Океан - старший бог, титан, син Землі, який помирився із Зевсом. Він почув про біди Прометея і прийшов, щоб висловити йому співчуття і дати пораду. Прометей гоноровий, і його ображає ця пропозиція. Прометей відповідає холодно і дивується, чому Океан покинув свої печери і потоки, щоб побачити таке жалюгідне видовище - прикутого до скелі. Прометей пропонує Океану не втручатися, дбаючи про власну безпеку. Океан роздратований цим, але хоче допомогти, і погоджується піти тільки тоді, коли Прометей каже йому, що якщо він спробує втрутитися, то це лише посилить покарання, від якого страждає Прометей. Океан зауважує, що його крилатий звір прагне повернутися додому, у власну стайню, і виходить.
Прометей знову залишається наодинці з хором дочок Океану, які мовчали, поки батько був у гостях. Прометей звертається до хору німф Океану. Він просить вибачення за своє мовчання, бо думав про невдячність богів. Він описує те позитивне, що зробив для людей. У так званому «Каталозі мистецтв» (447-506) він розповідає, що навчив людей усіх цивілізаційних мистецтв, таких як письмо, медицина, математика, астрономія, металургія, архітектура та сільське господарство. Він припускає, що одного дня його звільнять, але це станеться завдяки втручанню Необхідності, якою керує Доля, а не Зевс. На запитання, як це станеться, він тримає це в таємниці. Хор співає оду, яка є молитвою про те, що вони ніколи не переступлять через Зевса.
Прибуває Іо, дочка Інаха, царя Аргоса. Іо стала об'єктом кохання та бажань Зевса, що розгнівало дружину Зевса Геру. Батькові Іо порадили вигнати доньку з дому, що він і зробив. Відтоді Іо блукає Землею. Гера перетворила Іо на телицю, і пастух Арґус водив її від землі до землі. Після того, як Аргус був убитий Гермесом, на Іо обрушилася нова мука - пошесть ґедзів. Тепер вона прибула до безлюдного місця, де прикутий Прометей. Прометей знає її історію, і вона впізнає в ньому великого друга людей. Хор не знає минулого Іо і переконує Прометея дозволити Іо розповісти їм. Хор шокований і засмучений і просить Прометея розповісти про майбутні мандри Іо. Той вагається, бо знає, що це буде болісно.
Короткий діалог показує, що Прометей та Іо є жертвами Зевса і що в майбутньому Прометей буде звільнений нащадками Іо. Прометей просить Іо зробити вибір: Чи хоче вона почути решту свого майбутнього, чи ім'я свого нащадка, який його врятує? Хор перебиває - вони хочуть і те, і інше: Одну відповідь для Іо, а іншу для себе. Прометей передбачає, що мандри Іо закінчаться в гирлі Нілу. Там Зевс зцілить її. Вона народить сина Епафа, який стане батьком п'ятдесяти дочок, і всі вони вб'ють своїх чоловіків, окрім однієї, яка дасть початок роду царів, і ще однієї, яка врятує Прометея від мук. Ім'я майбутнього рятівника Прометея не названо, але відомо, що це Геракл. Іо відходить.
Прометей проголошує, що яким би великим не був Зевс, його правління врешті-решт закінчиться. Зевс може зробити все в його силах, але це не буде вічно. Хор висловлює застереження, на яке Прометей відповідає ще більшою зухвалістю. Слова Прометея дійшли до Зевса, чий посланець, Гермес, здається, закликає Прометея розкрити свою таємницю про шлюб, який загрожує Зевсу. Гермес розкриває погрози самого Зевса - землетрус, падіння гори, яка поховає Прометея, орел, який накинеться на життєво важливі органи Прометея. Прометей знову заявляє, що він знає все, що має статися, і витримає це. Прометей попереджає хор, щоб вони відійшли вбік. Вони не слухаються. Настає кінець: Землетрус, пилова буря, зубчаста блискавка, вихор. Коли Зевс відправляє Прометея до Тартару в надра землі, Прометей вимовляє останню репліку п'єси: "О, свята мати моя, о, небо, що обертає спільне світло всіх, ти бачиш кривди, яких я зазнаю!" Прометей зникає разом з хором.

## Проблематика

### Засудження тиранії
Однією з провідних проблем твору є засудження тиранії, несправедливої влади. Прометей прямо заявляє Гермесові:
І він мав повне право так казати, оскільки був єдиним з-поміж титанів, який допомагав своєму двоюрідному братові Зевсові у титаномахії — війні нових богів із титанами за владу на Олімпі. А він йому так віддячив.
Гермес хотів погрозами і лайкою випитати в Прометея інформацію. Проте титан не злякався і дав приспішникові тирана гідну відсіч. Адже, якщо прислужникам тиранії (Гефестові, Кратосу, Гермесу, Океанові) Зевсова влада здається нескінченною, то Прометей ставиться до цього філософічно, як до явища, яке в принципі може скоро минути. Він вважає, що владика богів може втратити трон Олімпу так само легко, як це вже трапилось з двома попередніми тиранами — Зевсовим батьком Кроносом і дідом — Ураном.

### Свободолюбство
Наступною проблемою, яка порушується в трагедії є свободолюбство.
Прометей гордо відповідає на заклики Гермеса щодо того, до якого ганебного стану той сам себе довів, не скорившися Зевсові:

### Прометей і Христос— мученики та заступники людства
Чимось доля Есхілового Прометея нагадує долю Ісуса Христа.
По-перше, обидва вони постраждали не особисто за себе, за власні інтереси, а за людей, за інтереси людства: титан на Олімпі викрав божественний вогонь для людей, а Син Божий своєю смертю спокутував гріхи людства, зокрема й перворідний гріх.
По-друге, караючи обох, влада (Зевс і Понтій Пілат) продемонструвала свою несправедливість. Прометей був вимушений викрасти на Олімпі вогонь, уступаючись за «своїх дітей», смертних людей, несправедливо обійдених олімпійцями про розподілі «дарів Долі», про що Зевс добре знав. Прокуратор Юдеї Понтій Пілат також добре знав, що Христос не агітував проти Римської держави, проте виніс йому вирок і «вмив руки».
По-третє, обоє були покарані вкрай жорстоко й ганебно — розіп'яті: Прометей — на Кавказькій скелі, Ісус — на хресті Голгофи.
І, нарешті, по-четверте, обидва виявилися переможцями. Прометея звільнив Геракл, а Христос — воскрес.
Можливо, саме тому Карл Маркс, який щорічно перечитував Есхіла в оригіналі, назвав Прометея «найблагороднішим святим і мучеником у філософському календарі».

## Трилогія Есхіла про Прометея
Слід також зауважити, що відносно невелика за обсягом трагедія «Прометей закутий», розрахована пересічно на півтори-дві години виконання, була першою частиною трилогії: «Прометей закутий»- «Звільнений Прометей» і «Прометей- вогненосець» (про те, як на честь примирення Прометея з олімпійцями було започатковано свято бігу зі смолоскипами — щось схоже на сучасне пересування олімпійського вогню). До наших днів дійшла саме перша частина трилогії.